# Batalla de Königsberg
La batalla de Königsberg selló la conquista de Prusia Oriental por el Ejército Rojo durante la Segunda Guerra Mundial. Atacada fallidamente entre enero y febrero de 1945, las fuertes fortificaciones medievales repelieron exitosamente a las tropas soviéticas. Finalmente, al quedar completamente aislada la ciudad del resto de la Alemania nazi, las fuerzas alemanas se rindieron el 10 de abril.

## Ataque a Prusia Oriental
El 20 de enero de 1945, el mariscal Rokossovsky recibió la orden de desviar importantes recursos del Segundo Frente Bielorruso, que se hallaba en el norte de Polonia, con un rumbo aún más septentrional, en dirección a Prusia Oriental. Esta decisión del Alto Mando Soviético ha sido criticada por algunos historiadores, porque obligó al mariscal Gueorgui Zhúkov a detener su avance contra Berlín, ya que eran las fuerzas de Rokossovsky quienes cubrían su flanco norte. Estos historiadores aseguran que si Zhúkov no se hubiera detenido momentáneamente, Berlín habría sido conquistada a inicios de marzo y la guerra en Europa hubiera acabado antes; además se cree que las tropas alemanas atrapadas en Danzig y Königsberg se hubieran rendido sin necesidad de combatirlas.
Lo cierto es que el 9 de febrero el Segundo Frente Bielorruso entró en la frontera oeste de Prusia Oriental, alarmándose por las numerosas fortificaciones de hormigón que encontraron en su avance, prediciendo que la derrota alemana no sería rápida.

## Desarrollo de las operaciones

### Inicio de las operaciones
Mientras tanto la frontera este de Prusia Oriental sufría embate tras embate desde el 13 de enero por parte del Tercer Frente Bielorruso. Después de perder su impulso inicial, las tropas lideradas por el general Cherniajovski se dirigieron finalmente hacia Konigsberg el 20 de enero, y en una semana lograron sitiar la ciudad, pero cañones de asalto alemanes estratégicamente situados los hicieron retroceder. Sin embargo, los soviéticos se recuperaron y entre los días 29 y 30 de enero restablecieron el asedio.
La llegada de la 5.ª División Panzer y la 1.ª División de Infantería levantó el cerco de Königsberg, y los soviéticos tuvieron que retroceder con grandes pérdidas, incluyendo al joven general Iván Cherniajovski, que murió el 18 de febrero y fue ascendido póstumamente a Mariscal y Héroe de la Unión Soviética. Una breve tregua fue acordada, mientras los soviéticos se reorganizaban y el nuevo comandante del Tercer Frente Bielorruso, el general Vasilievski, integraba sus fuerzas al Primer Frente Báltico. Los alemanes aprovecharon para mejorar las defensas de la ciudad, así como para evacuar a todos los civiles posibles, en tanto el frío clima invernal paralizaba operaciones ofensivas soviéticas a orillas del Báltico.

### Progresivo cerco soviético
A inicios de marzo la tregua finalizó y entre el 14 y 24 de marzo de 1945, los soviéticos atacaron al IV Ejército Alemán que se encontraba atrincherado en las localidades prusianas de Heiligenbeil, Braunsberg y Frauensburg, situadas en la orilla oriental de la Laguna del Vístula formando una "bolsa" de tropas, con órdenes de cerrar el paso a los soviéticos en la costa báltica y eventualmente apoyar a la guarnición alemana de Königsberg. Ante esta amenaza las fuerzas del 2º Frente Bielorruso lanzaron una ofensiva masiva contra el IV Ejército Alemán, al mando del general Friedrich-Wilhelm Müller.
Este contaba teóricamente con tres Cuerpos de ejército que reunían quince divisiones, pero en la práctica casi todas estas unidades poseían menos de la mitad de los efectivos y armamento que normalmente les correspondía. Las tropas soviéticas contaron con apoyo del 3.er Frente Bielorruso y se lanzaron al ataque el 13 de marzo. Ante la tremenda inferioridad en medios, el general Müller ordenó evacuar por el mar Báltico a las unidades alemanas de élite (como la 24ª División Panzer y la 2ª División Panzergrenadier) al ser evidente que tales tropas serían más útiles en otros sectores del frente y no en una batalla desesperada. El 20 de marzo los soviéticos tomaban Braunsberg y el día 22 bombardeaban Heiligenbeil, dificultando la evacuación naval hasta que el 26 de marzo entraron en la localidad entablando feroz combate urbano. Finalmente, el 29 de marzo los soviéticos terminaron de destruir el la bolsa tras aniquilar a los remanentes del mal armado IV Ejército Alemán, capturando a todos los alemanes que no pudieron ser evacuados, incluyendo al propio general Müller.
Concluida la batalla en Heiligenbeil el 29 de marzo, las tropas soviéticas avanzaron de nuevo contra Königsberg, la cual quedaba sin posibilidad de recibir refuerzo alguno. Los ataques aéreos de la Fuerza Aérea Soviética contra barcos de suministro se habían hecho más intensos y tras la destrucción del IV Ejército, los jefes de la guarnición de Königsberg habían quedado librados a sus propias fuerzas, al desaparecer toda opción de recibir ayuda desde el Báltico.

### Ataque frontal

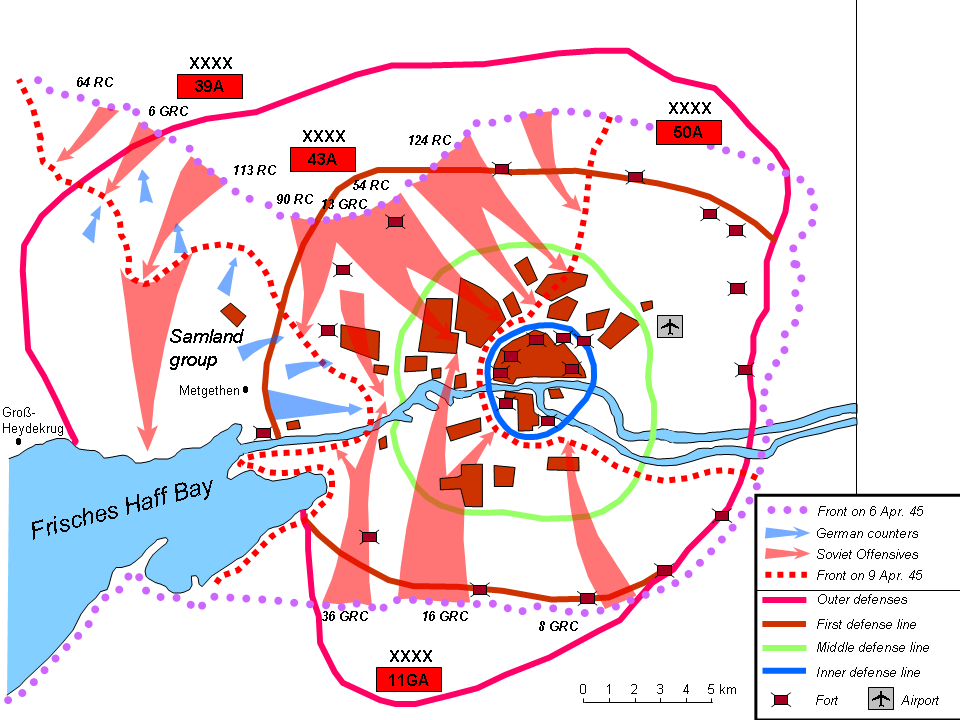
Mapa con los avances de las tropas soviéticas durante el Cerco de Königsberg.

En 1945 la ciudad de Königsberg poseía una amplia red de fortificaciones, construida en 1888 pero constantemente reforzada y modernizada. La ciudad estaba defendida por un total de 15 fuertes de variado tamaño, conectados por túneles subterráneos, bien artillados y ordenados en tres anillos concéntricos que rodeaban la ciudad; las fortificaciones estaban diseñadas para soportar un amplio bombardeo de artillería, y en las zonas adyacentes contaban con trampas antitanques, barricadas y minas terrestres. La fuerza que había reunido el general Otto Lasch no solo comprendía la guarnición local, sino además a restos de tropas de la Wehrmacht que habían huido hacia Königsberg desde todos los puntos de la Prusia Oriental y que habían sido reorganizados como XXVIII Cuerpo de ejército y estacionados en los suburbios al oeste de la ciudad.
Tras eliminar la resistencia alemana en Heiligenbeil el 29 de marzo, solo quedaba al 3º Frente Bielorruso tomar la propia capital de la Prusia Oriental, y la táctica del general soviético Aleksandr Vasilevski se basó en los bombardeos de la VVS, ante la cual las fortificacioes de Königsberg eran inútiles. Otra precaución de Vasilevski fue reunir toda la artillería disponible en el 3º Frente Bielorruso y lanzar feroces bombardeos con ella, usando en las áreas mejor defendidas por los alemanes hasta 250 cañones soviéticos por kilómetro (o casi una pieza artillera cada cuatro metros). El 2 de abril empezaron los bombardeos soviéticos por tierra y aire, combinados con propaganda que advertía a los defensores de la inutilidad de su lucha, al estar Königsberg totalmente rodeada y muy lejos de las líneas de la Wehrmacht. Tras cuatro días de bombardeos, el 6 de abril se ordenó al 11º ejército de Guardias del Ejército Rojo liderar el ataque frontal contra la ciudad.
El plan de Vasilevski era lanzar un ataque simultáneo del 43° Ejército por el norte, del 11º ejército de Guardias por el sur y dejar al 39.º ejército para eliminar los refuerzos del XXVIII Cuerpo de ejército. El comandante alemán de la ciudad, general Otto Lasch, observó impotente cómo el fuego de la artillería soviética deshacía las fortificaciones medievales en las que en parte se apoyaba el primer anillo defensivo y, peor aún, los continuos bombardeos causaban grandes bajas y desmoralizaban a los soldados alemanes. A las 12 horas del 6 de abril, el primer anillo defensivo estaba aniquilado, y al anochecer de la misma jornada, los soviéticos ya habían destruido varias defensas del segundo anillo.
El segundo día de ataques terminó con un triunfo soviético, en tanto que los alemanes se retiraban del segundo anillo defensivo tras un violentísimo combate urbano, y el buen tiempo permitía a los aviones de la VVS destrozar las fortificaciones que aún oponían resistencia. Durante la lucha, la actuación del XXVIII Cuerpo de ejército o "Grupo Samland" sobresalió en su intento de liberar a la ciudad. Sin embargo, su esfuerzo no consiguió cambiar la suerte de Königsberg, mientras que las tropas soviéticas de los sectores norte y sur lograban contactar en la desembocadura del río Pregel, que cruza la ciudad.
El tercer día de lucha, el 8 de abril, continuó con más bombardeos aéreos soviéticos, mientras las fuerzas alemanas se retiraban al tercer anillo defensivo situado en el mismo centro urbano de Königsberg. Para estas horas casi la mitad de los edificios de la ciudad estaba ya destruida por los combates, mientras el "Grupo Samland" sufría severas bajas y perdía toda ocasión de enlazar con los 40 000 defensores alemanes que aún resistían en el centro de Königsberg. Al cuarto día de ataque, el 9 de abril, los ataques soviéticos continuaron hacia el tercer anillo defensivo, el cual se mantuvo con éxito, pero era evidente que su resistencia no duraría mucho tiempo. Ante ello el general Lasch pidió una tregua a los soviéticos y a las 18 horas envió emisarios para pactar la capitulación. El día 7 Hitler ya le había ordenado "luchar hasta el último hombre en Königsberg", pero para los jefes de la guarnición local el combate era ya inútil al no haber esperanza de recibir refuerzos.

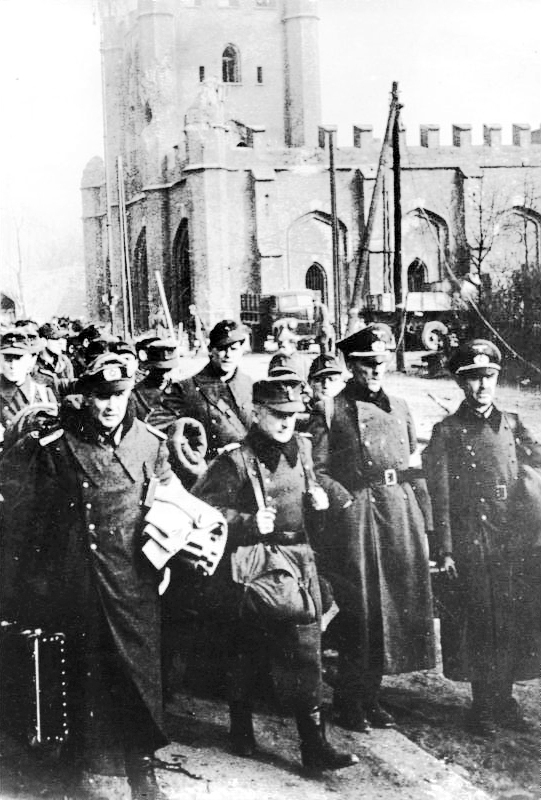
Oficiales y soldados alemanes hechos prisioneros tras la rendición de la ciudad ante el Ejército Rojo.

Finalmente, con el deseo de evitar muertes inútiles, Otto Lasch rindió la ciudad en la mañana del 10 de abril. Las condiciones de rendición garantizaban la vida, atención médica, comida, trato digno a los soldados y civiles prisioneros, así como la seguridad de permitir el regreso de los prisioneros a sus hogares al finalizar la guerra, lo cual aceptó Vasilevski. Luego de entrevistar a los generales alemanes, el general Vasilevski describiría alarmado el terrible estado de depresión de Lasch.

## Consecuencias
Al enterarse Adolf Hitler de la rendición de Königsberg, dictó que el general Otto Lasch fuese condenado a pena de muerte en ausencia. Dicha orden nunca se llevó a cabo, logrando Lasch sobrevivir a la guerra y quedando hasta 1955 como prisionero de los soviéticos. Sin embargo, los familiares del general fueron arrestados por las autoridades nazis. Después de conquistar Danzig y Königsberg, el Segundo Frente Bielorruso pudo avanzar al mismo ritmo del Primer Frente directamente a Berlín.
La ciudad de Königsberg fue integrada a la Unión Soviética apenas terminó la Segunda Guerra Mundial, y su nombre fue cambiado a Kaliningrado. Más de dos millones de civiles alemanes fueron expulsados violentamente de la Prusia Oriental y toda la zona fue repoblada por civiles rusos por orden de Stalin.